# Bulwark (Schiff, 1902)
Die HMS Bulwark war ein Einheitslinienschiff (engl. pre-dreadnought) der London-Klasse das Ende des 19. Jahrhunderts für die Royal Navy gebaut wurde.

## Geschichte
Die Bulwark wurde am 20. März 1899 in Devonport auf Kiel gelegt, am 18. Oktober vom Stapel gelassen und am 11. März 1902 für den Einsatz in der Mittelmeerflotte in Dienst gestellt, wo sie die Renown als Flaggschiff ablösen sollte. Am 11. Februar 1907 kehrte sie in die Heimat zurück wo so bei ihrer Ankunft in Devonport ausgemustert wurde. Anschließend wurde das Schiff als Flaggschiff der Nore Division in der Home Fleet wieder in Dienst gestellt.
Am 26. Oktober 1907 lief sie nahe Lemon Light auf Grund, als sie versuchte, Fischerbooten auszuweichen, erlitt aber nur leichte Schäden. Anschließend wurde sie in Chatham Dockyard überholt. Am 3. Oktober wurde die Bulwark der Kanalflotte zugeteilt. Mit der Umgestaltung der Flotte vom 24. März 1909 wurde die Kanalflotte zur 2. Division der Home Fleet. Im Lauf des Jahres wurde die Bulwark erneut überholt.
Am 1. März 1910 wurde die Bulwark  in Devonport als Flaggschiff der 3. und 4. Divisionen der Home Fleet wieder in Dienst gestellt. Ab September 1911 wurde die Bulwark erneut in Chatham überholt. Während anschließender Testfahrten lief sie im Mai 1912 zweimal in der Barrow Untiefe vor Nore auf Grund, wobei sie Schäden am Schiffsboden erlitt.

### Erster Weltkrieg
Mit Kriegsbeginn im August 1914 wurde die Bulwark dem 5. Schlachtgeschwader der Kanalflotte vor der Isle of Portland zugewiesen. In Erwartung eines deutschen Angriffs wurde das Geschwader jedoch am 14. November 1914 nach Sheerness abkommandiert um den Kanal zu überwachen. Auf der vor Portland ankernden Bulwark fand vom 5. bis 9. November 1914 die Kriegsgerichtsverhandlung gegen Konteradmiral Sir Ernest Troubridge wegen seiner Entscheidungen im August 1914 bei der Verfolgung der Schlachtkreuzer Goeben und dem Kleinen Kreuzer Breslau statt.
Am 26. November 1914 gegen 7:50 Uhr ereignete sich eine gewaltige Explosion, die die in Sheerness vor Anker liegende Bulwark zerstörte. Von den 750 Besatzungsmitgliedern überlebten lediglich 14 Mann, von denen zwei später ihren Verletzungen erlagen. Zeugen auf den benachbarten Schiffen Implacable, Formidable, Prince of Wales und Agamemnon beobachteten, dass vor der ersten Detonation aus dem Heck Rauch aufstieg. Es folgte eine schwere Explosion, nach der eine schwarze Rauchsäule aufstieg, eine Serie kleinerer Detonationen und dann eine sehr schwere letzte Explosion, die das 15.000-Tonnen-Schlachtschiff total zerstörte.

### Ursachen der Explosion
Ein Ermittlungsausschuss der Royal Navy kam am 28. November 1914 zum Schluss, dass die Explosion wahrscheinlich durch das Überhitzen von Kordit-Treibladungen ausgelöst wurde, die sich in einem Magazin in der Nähe eines Kesselraums befanden. Weiterhin stellte man fest, dass die 152-mm-Granaten in Passagen untergebracht worden waren, die die verschiedenen Magazine miteinander verbanden. Entgegen den Vorschriften sollen die Granaten direkt nebeneinander gestanden und sich sogar berührt haben. Auf diese Weise konnte die ursprüngliche Detonation eine Kettenreaktion auslösen, die das ganze Schiff zerstörte. Am 29. November untersuchten Taucher die Überreste der Bulwark. Sie stellten fest, dass der Rumpf des Schlachtschiffs total zerstört und bis zur Unkenntlichkeit zertrümmert worden war. Als einzige identifizierbare Teile fand man die 15 m von der Ankerstelle liegende Backbordwand des Bugs bis zur Höhe des Lazaretts und etwa 10 m weiter ein Stück der Steuerbordseite des Bugs.

### Das Wrack heute
Die auf der Position 51° 25′ N, 0° 39′ O liegenden Wrackreste werden durch den „Protection of Military Remains Act“ von 1986 als „Controlled Site“ geschützt. Dies bedeutet, dass im Umkreis von 100 m um die genannte Position ein striktes Tauchverbot herrscht.

## Technik
Das Schiff hatte eine Gesamtlänge von 131,60 m, eine Breite von 22,90 m und einen Tiefgang von 7,90 m. Die Verdrängung lag zwischen 14.700 t und 16.100 t.

### Antrieb
Die Bulwark war mit zwei 3 Zyl.-Verbunddampfmaschinen ausgestattet, die jeweils eine Welle antrieben) und insgesamt 15.000 PS (11.032 kW) entwickelten, mit der sie eine Höchstgeschwindigkeit von 18 Knoten (33 km/h) erreichte. Der Dampf wurde von 20 Belleville-Kesseln geliefert. Das Schiff  hatte bei 10 Knoten (19 km/h) eine Reichweite von 5500 Seemeilen (10.190 km). Die Besatzung des Schiffes bestand aus 780 Mann plus Offiziere.

### Bewaffnung
Die Hauptbewaffnung bestand aus vier 305 mm-Geschützen die in Doppelgeschütztürmen an Bug und Heck montiert waren. Diese Geschütze waren in kreisförmigen Barbetten untergebracht, die das Laden in 360 Grad ermöglichten. Die Sekundärbewaffnung bestand aus zwölf 152 mm-Geschützen, die in Kasematten montiert waren, sowie über zehn 12-Pfünder-Geschütze und sechs 3-Pfünder-Geschütze zur Abwehr von Torpedobooten. Außerdem war das Schiff mit vier im Rumpf versenkten 460 mm Torpedorohren ausgestattet.

### Panzerung
Die Bulwark hatte einen 229 mm starken Gürtel aus Krupp-Zementstahl, der mit den 229 bis 305 mm dicken Querschotten an beiden Enden des Schiffes abschloss. Die Geschütztürme waren an den Seiten 203 mm bis 254 mm dick und das Dach 305 mm. Die Barbetten und die 152 mm-Geschütze in den Kasematten waren mit 152 mm geschützt. Der Kommandoturm hatte rundum eine Panzerung von 356 mm. Das Schiff verfügte über zwei gepanzerte Decks mit einer Dicke von 25 bzw. 76 mm.